# Treenighetskatedralen, Novosibirsk
Treenighetskatedralen (ryskaː Троицкий собор; translitteration: Troijtskij sobor; kyrkslaviska: Троицкїй собо́ръ) är en rysk-ortodox katedral belägen i Leninskijdistriktet i staden Novosibirsk, i Ryssland.
Katedralen är helgad åt Treenigheten och tillhör Novosibirsks stift.

## Historik
Byggandet av katedralen började år 1999. Den blev invigd den 24 augusti 2013 av Rysk-ortodoxa kyrkans patriark, Kirill av Moskva, där bland annat guvernören och före detta guvernören för Novosibirsk oblast deltog.

## Katedralen

### Exteriör
- Katedralen är byggd i rysk-bysantinsk stil
- Formen på byggnaden är korskupol
- Höjden (med korset) är 60 meter.

### Interiör
- Katedralen har två våningar.
- På insidan finns det plats för 1500 personer.
- Inuti finns sex altare.